# Route européenne 6
Pour les articles homonymes, voir E6 et Route 6.
Ne doit pas être confondu avec la route européenne 006, située en Asie centrale.
La route européenne 6 est une route reliant Trelleborg, en Suède, à Kirkenes, en Norvège, en passant par Oslo.

## Description

### Parcours en Suède
La route européenne 6 commence à Trelleborg en Suède. Celle-ci est en commun avec la route européenne 22 qui vient d’Allemagne directement depuis le port situé à Sassnitz. La route devient une autoroute au giratoire Maglarpsrondellen, à 7km de Trelleborg, et longe la côte ouest de la Suède. À Malmö, la route est rejointe par la route européenne 20 venant du Danemark et la E22 part vers l'Est de la Suède. La route continue de longer la côte et croise la route européenne 4 venant du Danemark à Helsingborg puis rejoint Göteborg en passant par Halmstad, Falkenberg et Varberg. À Göteborg, la E20 part vers l'Est de la Suède. La route E6 continue au nord et rejoint la Norvège en passant par le pont transfrontalier de Svinesund reliant le pays avec la Suède. 
Environ la moitié des trajets sur E6 qui possèdent de 2 voies de circulation dans les deux sens sont construits sur un profil plus étroit que normal, sans bandes d'arrêt d'urgence. La séparation entre les deux sens de circulation est par endroit très étroit, donc malgré d'être classée comme autoroute, l'E6 ne remplit pas partout en Suède les normes pour une autoroute moderne. 

#### Glissement de terrain
À la suite d'un glissement de terrain au niveau de Stenungsund, où la terre s'est fluidifiée (Argile glaciomarine), la nuit du 23 septembre 2023, l'E6 s'était écrasée. Ensuite la route est resté fermé pendant au presque neuf mois. En février 2024, un plan de réparation a été présenté qui prévoyait une réouverture de l'E6 vers la fin de l'an 2024. Fin juin 2024, Trafikverket a annoncé la réouverture de l'autoroute E6 à Stenungsund pour le matin du 5 juillet 2024.

### Parcours en Norvège
La route entre en Norvège par la ville de Saprsborg près de Fredrikstad. Le tracé est encore autoroutier d'ici à l'aéroport d'Oslo-Gardermoen. La route longe le fjord d’Oslo puis dans la ville pour ensuite la quitter par l'Est et s'enfoncer par les terres. Après avoir dépassé l'aéroport, elle rejoint Lillehammer en contournant le lac Mjosa par Hamar. Par différentes vallées, elle rejoint Trondheim en créant la route européenne 136 à Dombås qui part vers la côte et après qu'elle est traversée Støren, elle est rejointe par la route européenne 39. Avant d'entrer ou de sortir de Trondheim, il faut s'acquitter d'un péage. À partir de cette ville la route rejoint le pays par les terres et non pas par la côte.
La route est rejointe par la route européenne 14 à Stjørdal puis elle traverse les villes de Levanger, Steinkjer, Mosjøen, Mo i Rana pour rejoindre Bodø. À Fauske, la route continue vers le Nord et une route d'environ soixante kilomètres par l'Ouest rejoint Bodø. À partir de ce moment la route longe la côte, à Bognes, il faut prendre le bac pour Skarberget. L'E6 arrive à Narvik puis après cette ville, elle est rejointe par la route européenne 10 puis après Andselv elle est en commun pour une courte distance avec la route européenne 8 qui va de la Finlande à Tromso. Ensuite elle traverse les communes de Storslett, Alta, Russenes où commence la route européenne 69 pour le cap Nord, Lakselv, puis arrive à Karasjok. À partir de cette localité, elle suit, vers l'est, le cours de la rivière Karasjohka. Après que celle-ci se soit unie à la rivière Anarjokka en formant le fleuve Tana, pendant près de deux cents kilomètres la route longe la rive de celui-ci. Jusque peu après le hameau de Hillágurra, le cours d'eau marque aussi la frontière entre la Finlande et la Norvège. Toujours suivant la rive du Tana, la route rejoint ensuite Tana, localité portant le même nom que le fleuve qui l'arrose. La route y franchit celui-ci sur un nouveau pont suspendu, inauguré en septembre 2020 (qui remplace un autre, situé légèrement en aval, qui est appelé à être démoli) et repart vers le sud sur quelques kilomètres, suivant l'autre rive du Tana, jusqu'à la bourgade de Skiippagurra, avant de s'en éloigner enfin et se diriger vers l'est jusqu'à Varangerbotn, à l'extrémité occidentale du Varangerfjord. Celui-ci est longé par le sud, jusqu'à l'arrivée à Kirkenes. Un rond-point sur la E6, à quelques kilomètres au sud de cette ville, est l'origine de la route européenne 105 qui, à quelques kilomètres, rejoint la frontière entre la Norvège et la Russie, au poste-frontière de Boris Gleb.

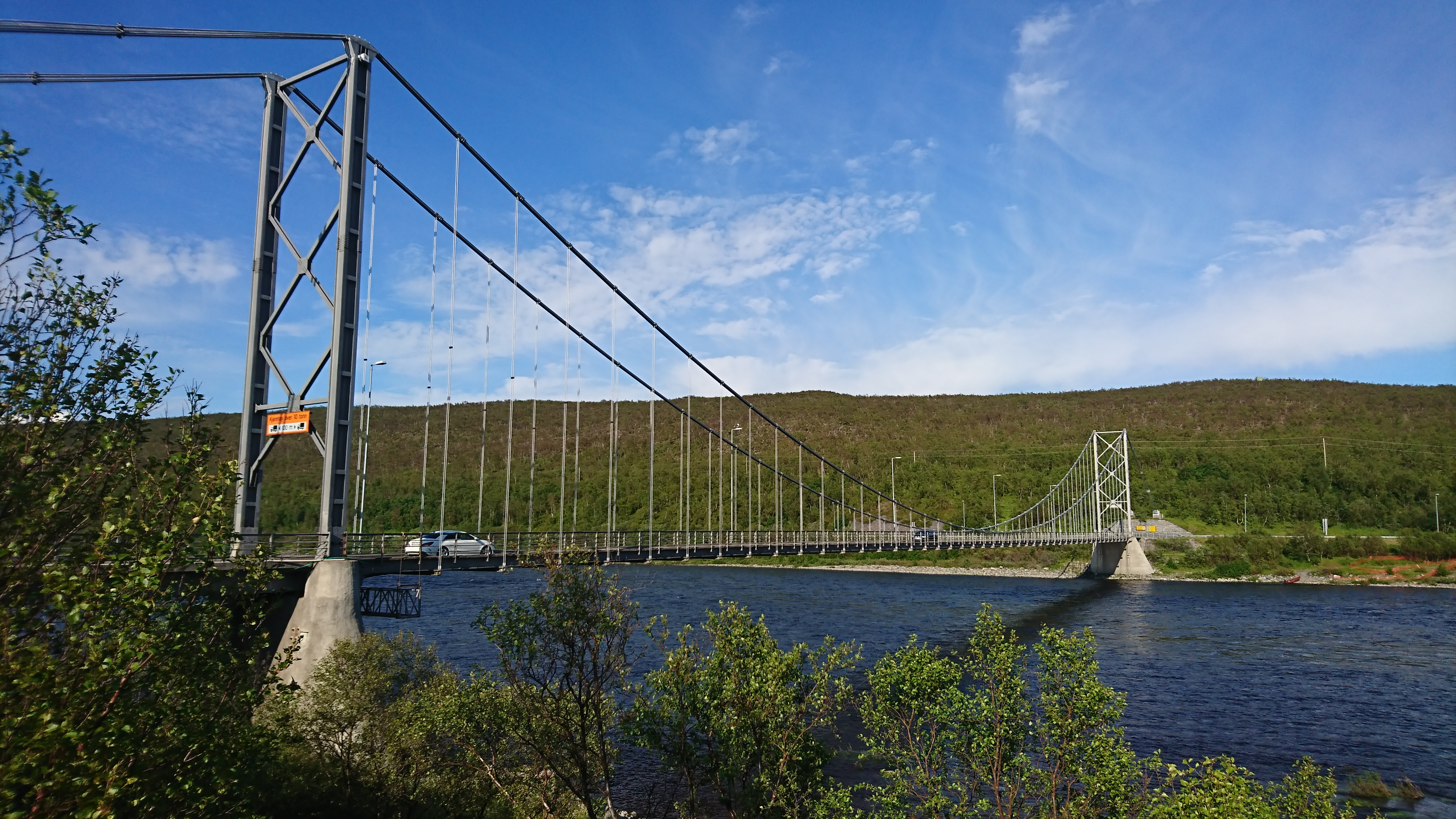
L'ancien pont suspendu de Tana, qui était jusqu'en 2020 sur le tracé de la E6.

## Tracé
| Km      | Agglomérations | Carte interactive |
| ------- | -------------- | ----------------- |
| 0 km    | Trelleborg     |                   |
| 32 km   | Malmö          |                   |
|         | Helsingborg    |                   |
| 303 km  | Göteborg       |                   |
|         | Uddevalla      |                   |
| 512 km  | Fredrikstad    |                   |
| 592 km  | Oslo           |                   |
| 771 km  | Lillehammer    |                   |
|         | Oppdal         |                   |
| 1079 km | Trondheim      |                   |
|         | Mosjøen        |                   |
|         | Mo i Rana      |                   |
| 1975 km | Narvik         |                   |
|         | Alta           |                   |
| 3488 km | Korpivuono     |                   |
| 2200 km | Lemmijoki      |                   |
|         | Kaarasjoki     |                   |
| 2226 km | Deatnu         |                   |
| 3120 km | Kirkenes       |                   |

## Distance
Voici un résumé des distances :
- Trelleborg - Malmö : 30 kilomètres
- Malmö - Göteborg : 280 kilomètres
- Göteborg - Frontière Suède/Norvège : 190 kilomètres donc en Suède la route fait environ 500 kilomètres
- Frontière Suède/Norvège - Oslo : 110 kilomètres
- Oslo - Lillehammer : 170 kilomètres
- Lillehammer - Trondheim : 365 kilomètres
- Trondheim - Mo i Rana : 475 kilomètres
- Mo i Rana - Narvik : 420 kilomètres
- Narvik - Alta : 470 kilomètres
- Alta - Russenes : 105 kilomètres
- Russenes - Karasjok : 135 kilomètres
- Karasjok - Kirkenes : 325 kilomètres donc en Norvège la route fait environ 2550 kilomètres.